# Wiston Mosquera Moreno
Wiston Mosquera Moreno (Andagoya, 17 de marzo de 1967) es un prelado católico afrocolombiano. Actualmente se desempeña como obispo de la diócesis de Quibdó.

## Biografía
Nació en Andagoya. Estudió filosofía y teología en el Seminario Mayor San Pedro Apóstol de Cali y fue ordenado sacerdote para la Arquidiócesis de Cali el 19 de marzo de 2005. Estudió teología en la Pontificia Universidad Bolivariana y cursó su licenciatura en filosofía y ciencias religiosas en la Universidad Católica Lumen Gentium de Cali. 
El 5 de julio de 2024, fue nombrado obispo de Quibdó por el Papa Francisco. Su ordenación episcopal se llevó a cabo el 14 de septiembre de 2024 en la Catedral de San Pedro Apóstol, en Cali. El principal consagrante fue el Arzobispo Luis Fernando Rodríguez Velásquez, acompañado por el Arzobispo Emérito Darío de Jesús Monsalve Mejía y el Obispo Mario de Jesús Álvarez Gómez. El 5 de octubre de 2024, asumió formalmente la Diócesis de Quibdó y tomó posesión de la sede asignada.

### Sacerdocio
Ya ordenando como sacerdote su carrera religiosa empezó como Vicario Parroquial de Nuestra Señora del Rosario en Valle en 2005 en Jamundí, Valle. Párroco en Nuestra Señora del Perpetuo Socorro en Robles entre 2006-2011.
Capellán del Colegio Nuestra Señora del Rosario en Jamundí, Valle entre los años 2006-2011; Asesor en el Movimiento Cursillos de Cristiandad entre los años 2007-2017; Capellán del Colegio Señor de los Milagros entre los años 2011-2012; Párroco del Señor de los Milagros en Cali entre los años 2011-2012; Rector del Santuario de la Divina Misericordia en Cali entre los años 2012-2017; Vicario Episcopal para la zona Oriente entre los años 2012-2017; Miembro del Consejo Presbiteral, Consejo de Gobierno y Colegio de Consultores entre los años 2012-2024; Vicario General entre los años 2017-2024 y Párroco en la Catedral San Pedro Apóstol de Cali entre los años 2018-2024. 

### Obispo de Quibdó
El 5 de julio de 2024, el papa Francisco lo nombró como obispo de Quibdó, convirtiéndolo en el primer afrocolombiano en alcanzar el episcopado.
La Diócesis de Quibdó, liderada por Monseñor Mosquera Moreno, está ubicada en una región de Colombia caracterizada por desafíos sociales y económicos, así como por su diversidad cultural. Su labor pastoral incluye la promoción de los derechos humanos y el desarrollo integral de las comunidades afrodescendientes e indígenas.